# Nomos (Egypte)

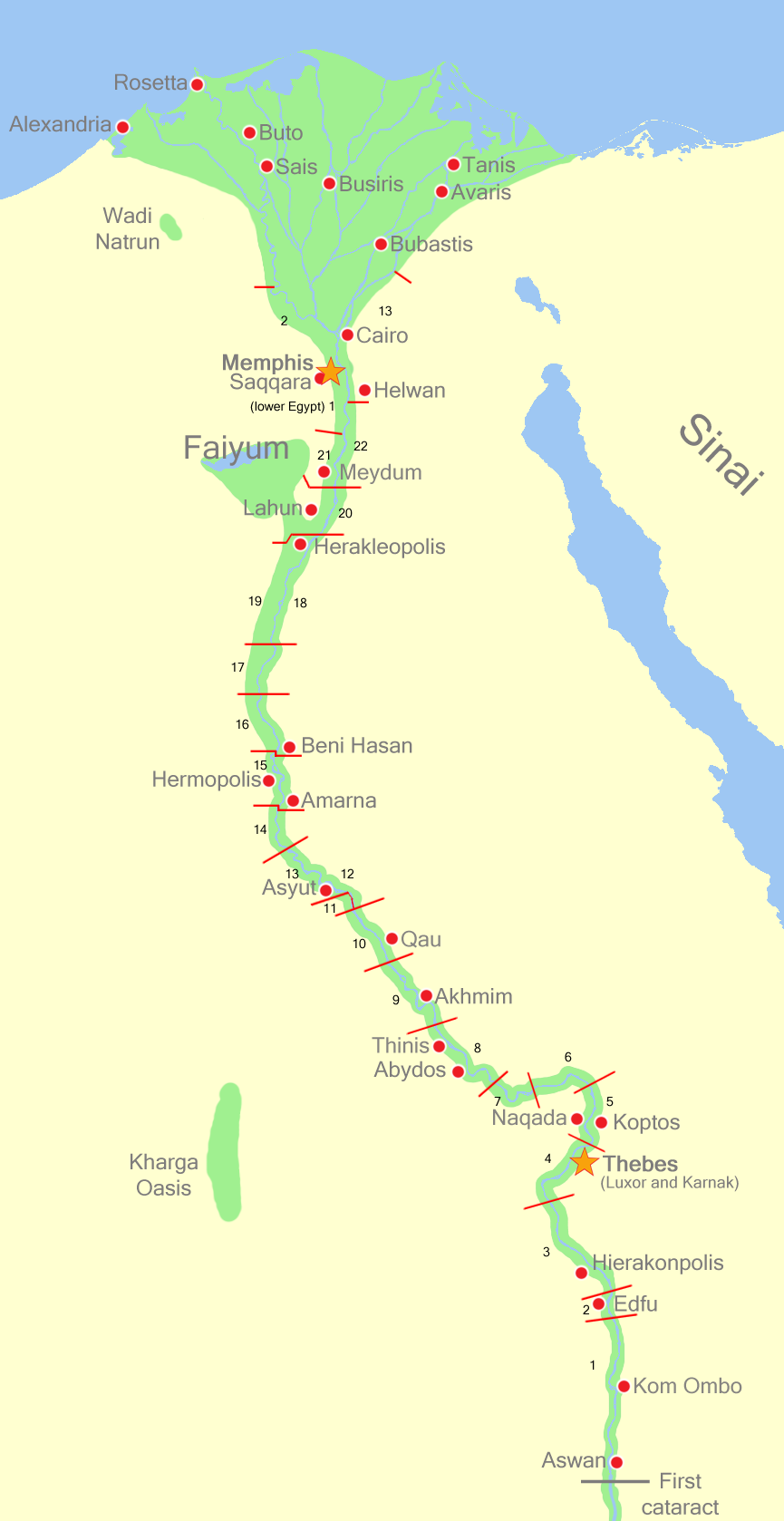
De nomen van Egypte

Een nome (Grieks: Nomoi) is de Griekse benaming voor de traditionele 42 districten in het oude Egypte: 20 in Neder-Egypte en 22 in Opper-Egypte. Deze traditionele districten of provincies werden door de Oude-Egyptenaren Sepaoet (of Sepaut) genoemd, naar een meervoudsvorm van het woord Sp3t of Sepat wat wordt vertaald als "district".

## De nome
Een nome is een samengesteld teken, het bestaat uit drie Egyptische hiërogliefen (van beneden naar boven):
- Het teken voor district (Sepat)[1]
- Een godenstandaard (Iat)[2]
- Het teken van de god of een reeks tekens

### Ontstaan

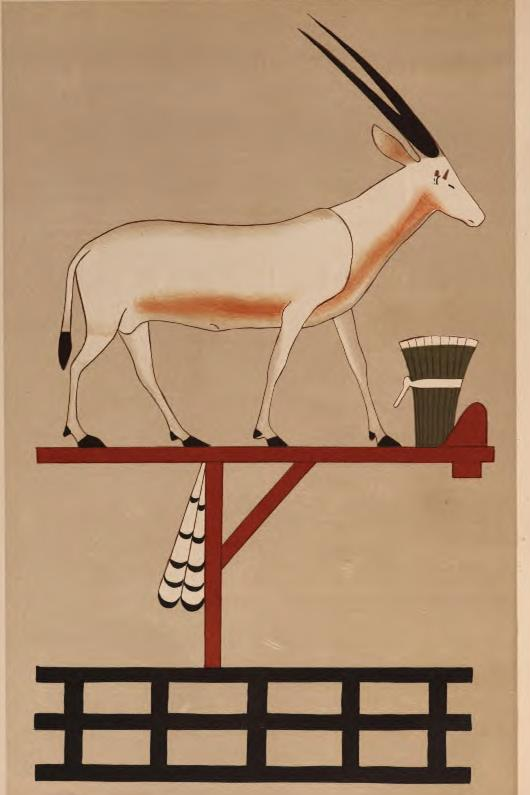
De Oryx-nome

De indeling van Egypte in nomen gebeurde al in de Proto-dynastieke Periode toen Egypte nog niet verenigd was. Egypte was een lappendeken van stadstaten en deze bevochten elkaar. Om de staten van elkaar te onderscheiden voerden ze hun eigen embleem: dat kon een god zijn of een aantal hiërogliefen. Na de eenwording van Egypte onder Narmer, Hor-Aha of Menes bleven de genoemde stadstaten bestaan als districten of nomes met een provinciehoofdstad. In het Oude Rijk zijn diverse beelden terug gevonden van een koning (Chafra en Sahoere) naast een man of vrouw met het symbool op diens hoofd. In Faraonisch Egypte bleef het aantal steeds gelijk aan 42 districten, een aantal keer werd dit uitgebreid of ingeperkt.
De indeling in traditionele districten werd gehandhaafd in de Griekse tijd en in Romeinse tijd. Sommige nomen werden toegevoegd of herbenoemd tijdens de Grieks-Romeinse tijd. Bijvoorbeeld: de Ptolemaeën hernoemde de Crocodilopolis nome naar Arsinoë. Hadrianus voegde een nieuwe nome toe: Antinoöpolis waarin Antinoöpolis de hoofdstad was.

### De nomarch
Elk district of nome werd bestuurd door een nomarch. De term komt uit het Grieks wat wordt vertaald als "Heerser van de nomos". In het Oude Rijk werd de nomarch Heri-tep-aa-sepat (De grootste diener van de Nome) genoemd in het Nieuwe Rijk: Hatia (Heerser van de Nomos).
De positie van de nomarch was per tijd verschillend. Sommigen werden door de farao aangesteld, anderen benoemden hun zoon tot opvolger. Aanvankelijk kan worden gezegd dat hoe sterker de macht van de farao des te zwakker was de nomarch. In de tijden dat de farao weinig macht had, heersten de nomarchen als prinsen en benoemden zich als farao.

### Nomos in de Oud-Egyptische kunst
De Egyptische nomen werden ook afgebeeld in de kunst: op Egyptische tempel, op beelden naast de farao en op wanden van graven. Vaak werd de nomos afgebeeld als mannen of vrouwen met een godenstandaard op hun hoofd met het teken van het district. Op inscripties van diverse tempels worden de nomos afgebeeld als mannen of vrouwen met een dikke buik en borsten gelijk aan de god Hapi, vaak brengen ze offers aan de goden. De godin Imentet of Amentet is de verpersoonlijking van het district Oeaset oftewel de steden Karnak en Luxor, zij is te zien in het graf van Nefertari.
Enkele voorbeelden:

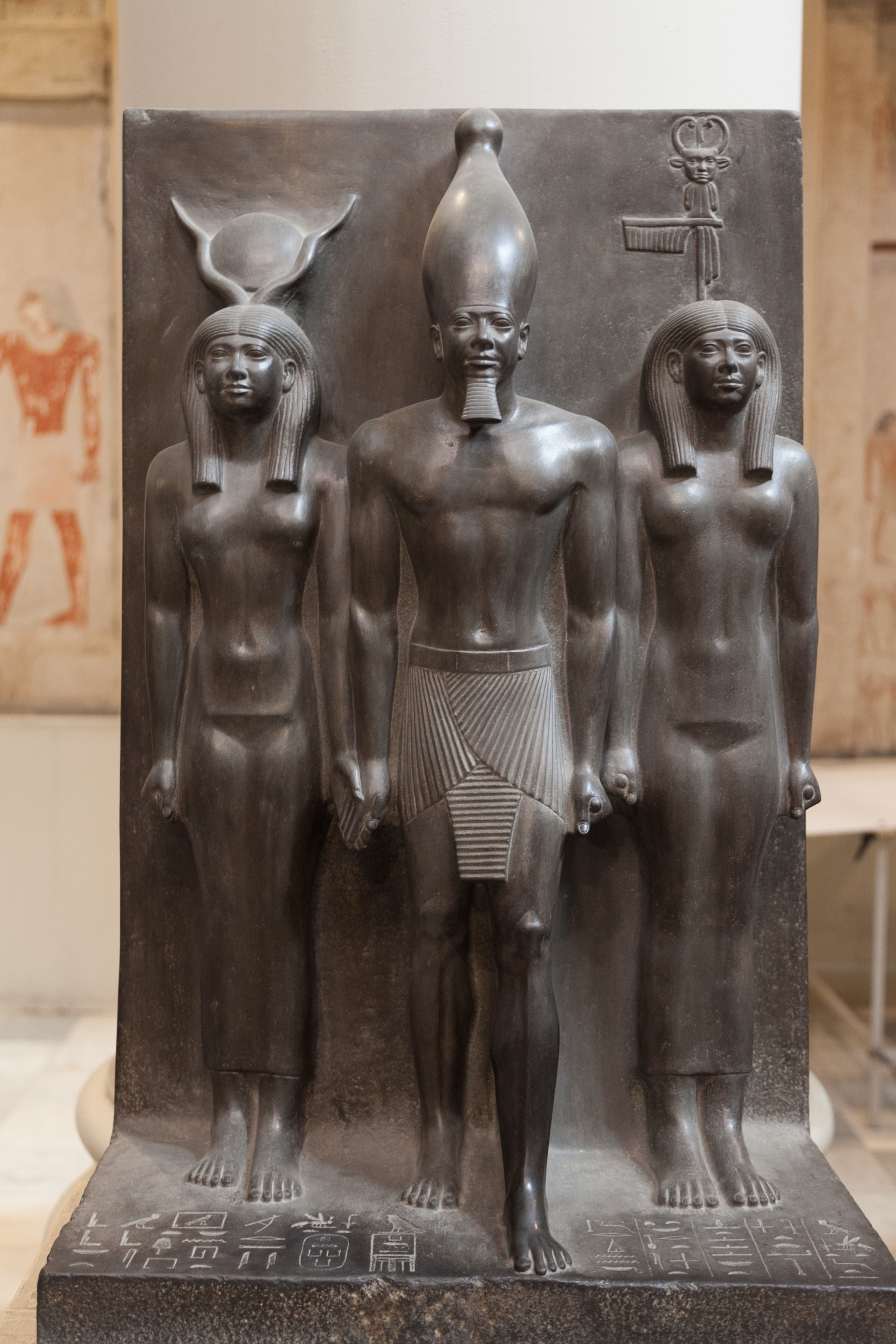
Koning Menkaoere naast Hathor en de godin Bat van de 7e Opper-Egyptische nome.
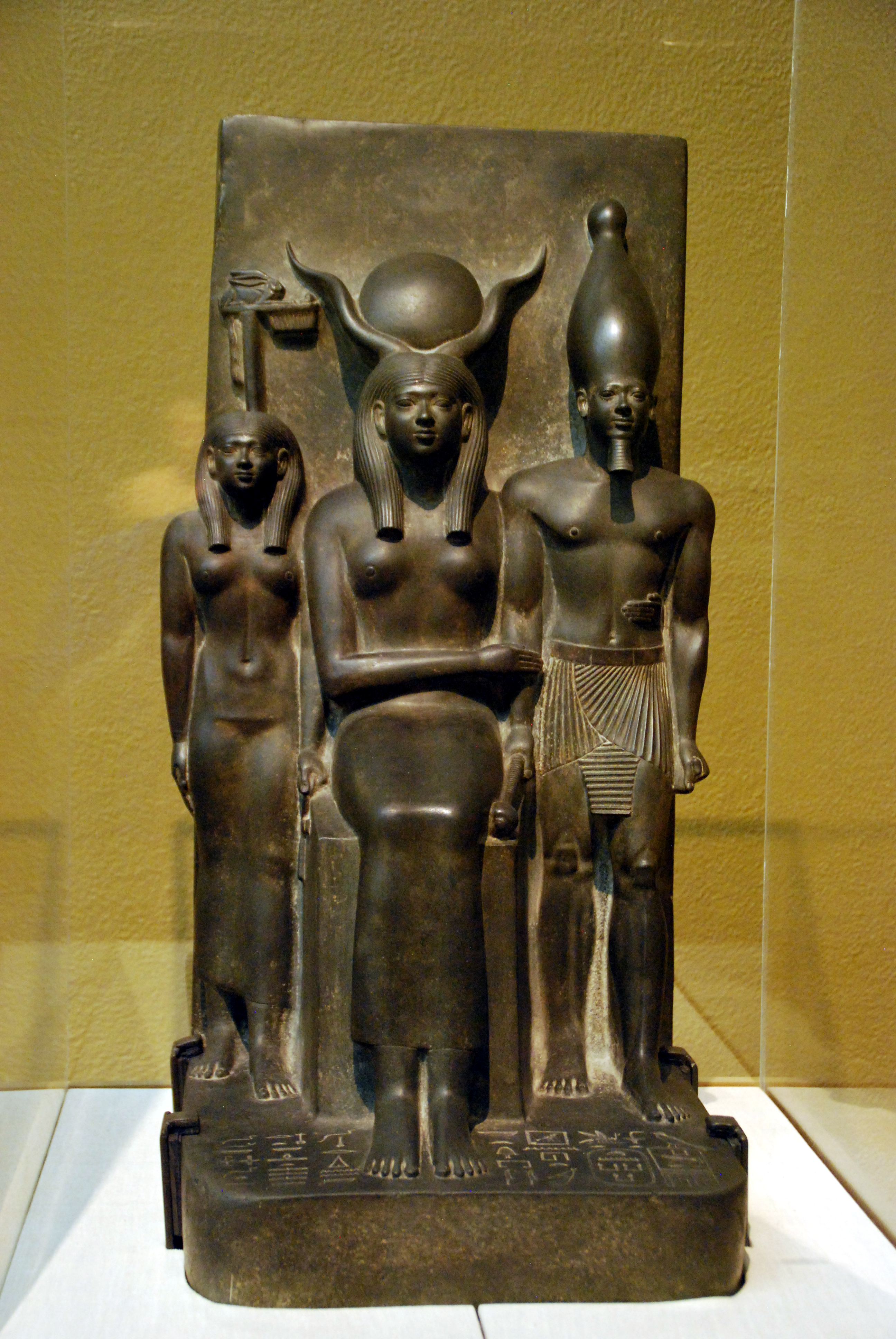
Godin Hathor naast koning Menkaoere en de haasgodin van 15e Opper-Egyptische nome.
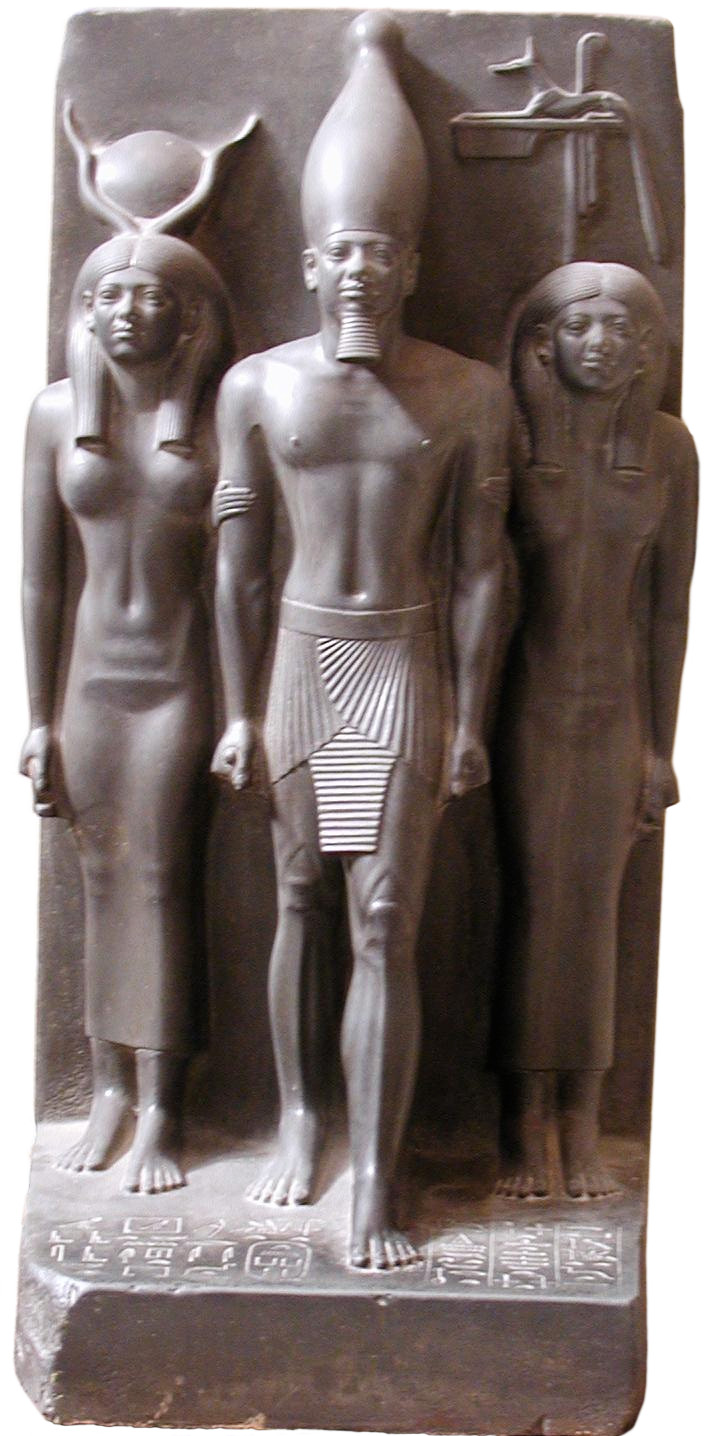
Koning Menkaoere naast Hathor en de godin Anpoe van de 17e Opper-Egyptische nome.
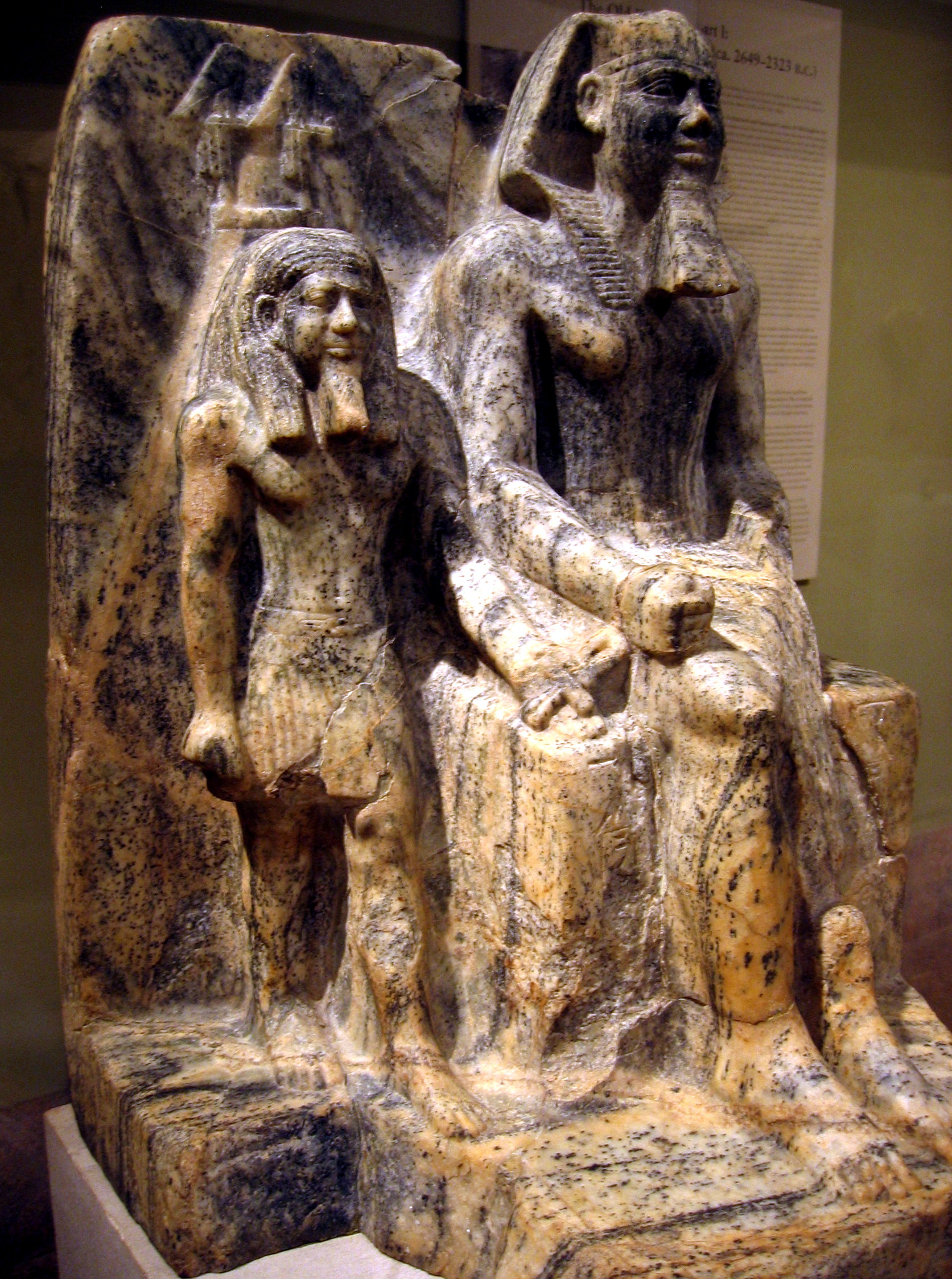
Koning Sahoere en de 5e Opper-Egyptische nome.
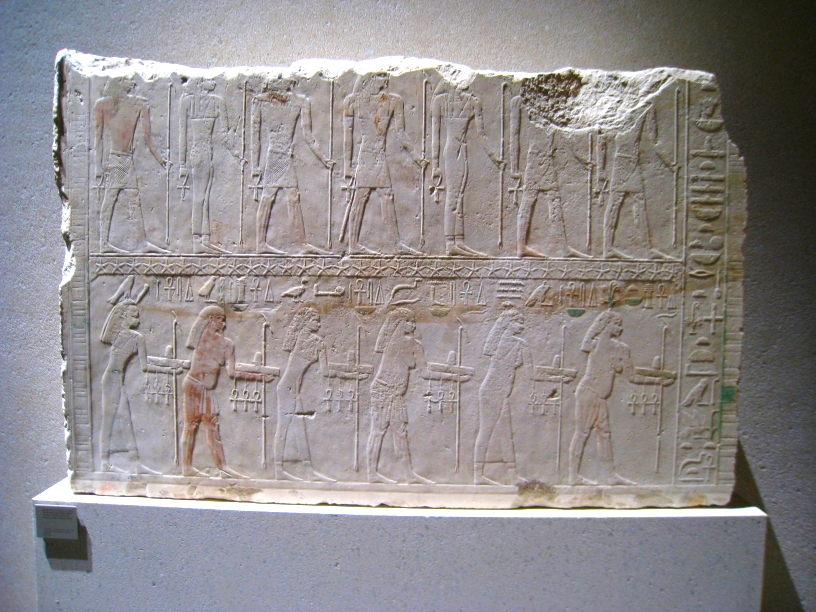
Reliëfs van de dodentempel van Sahoere, 5e Dynastie. Een processie van goden van de nomen.
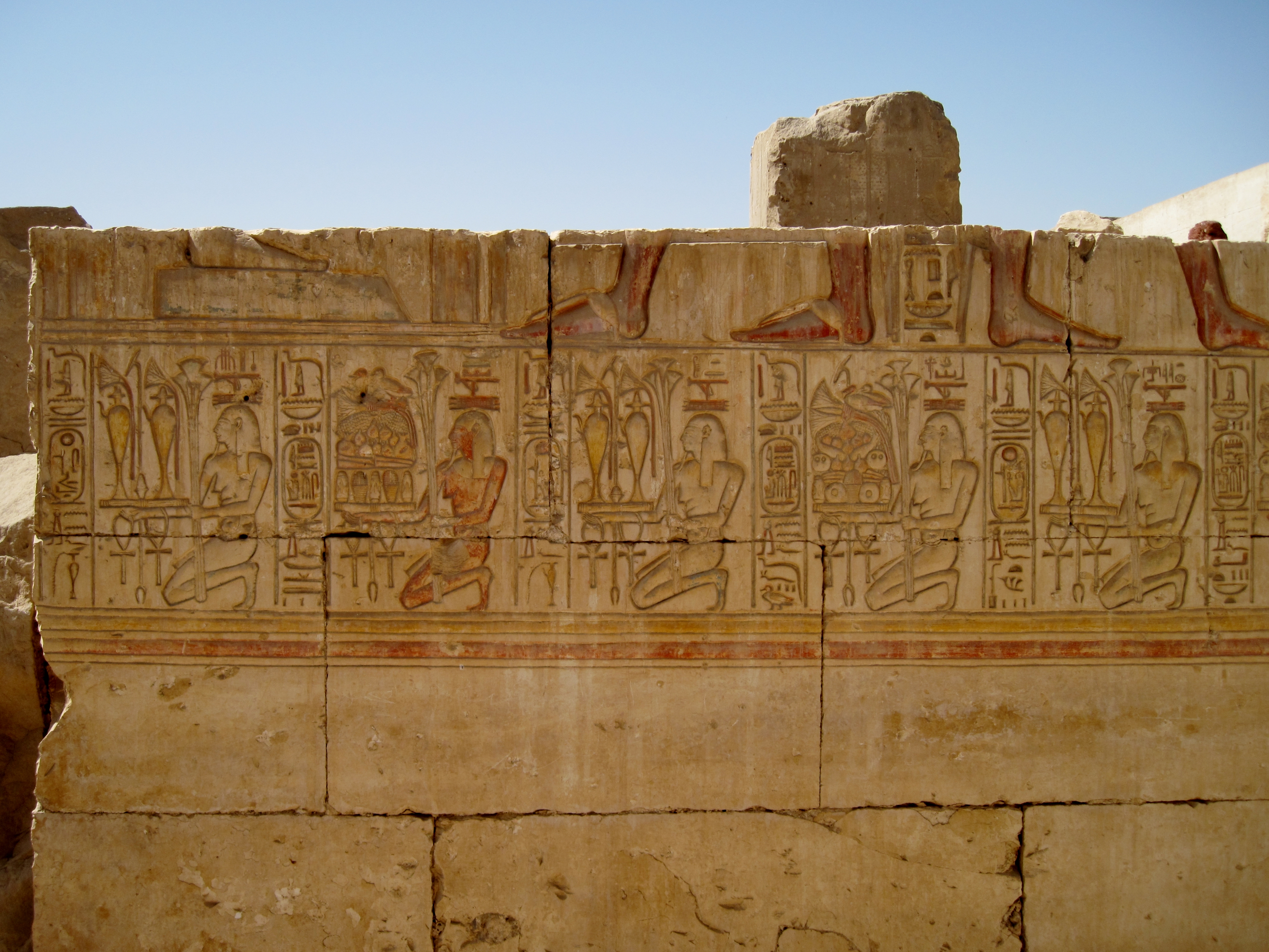
De tempel van Ramses II te Abydos, 18e Dynastie. Offerende goden met een godenstandaard op hun hoofden.
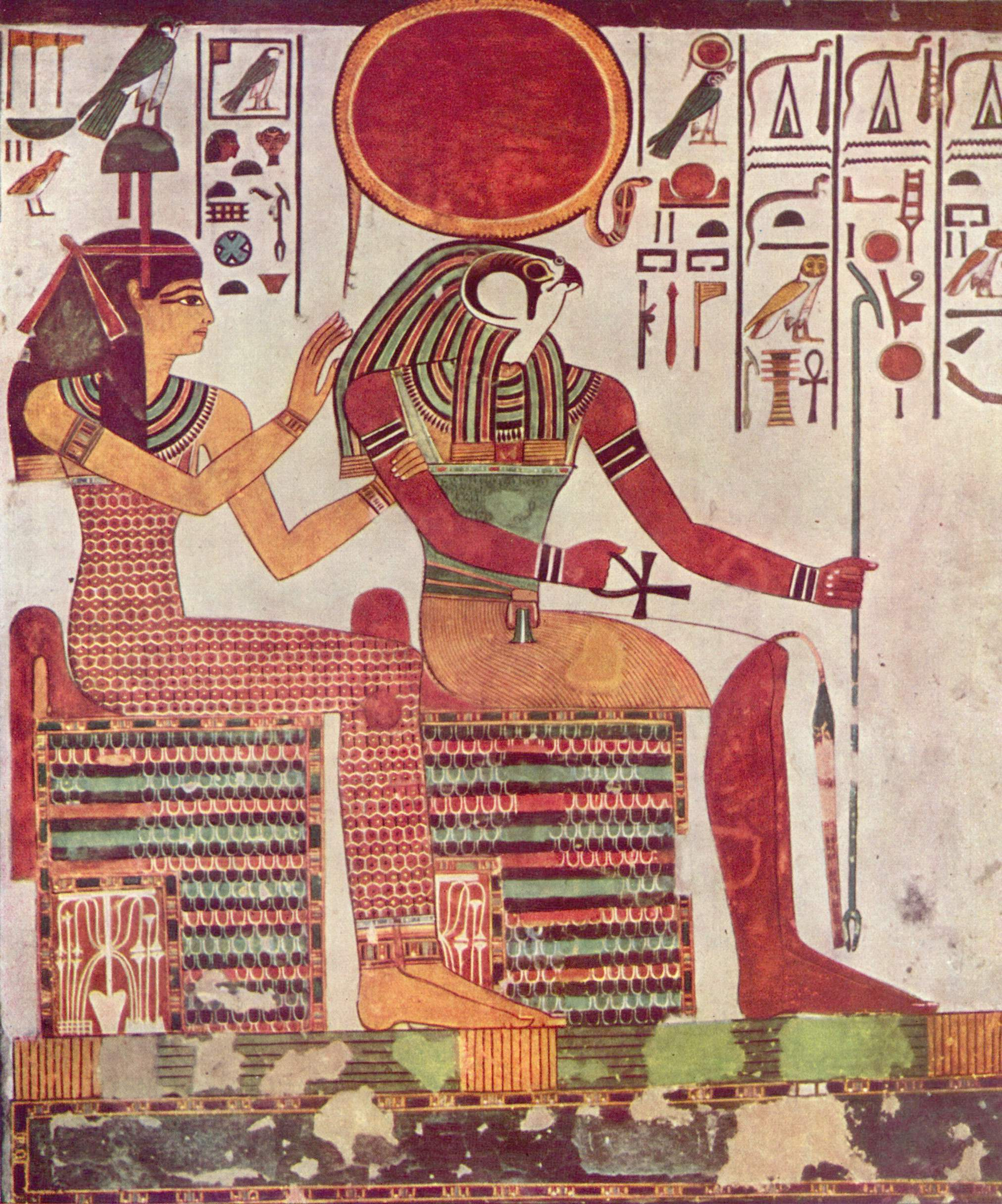
Hathor-Amentet (links) godin van Oeaset/Waset (Thebe) in het graf van Nefertari Merenmoet.
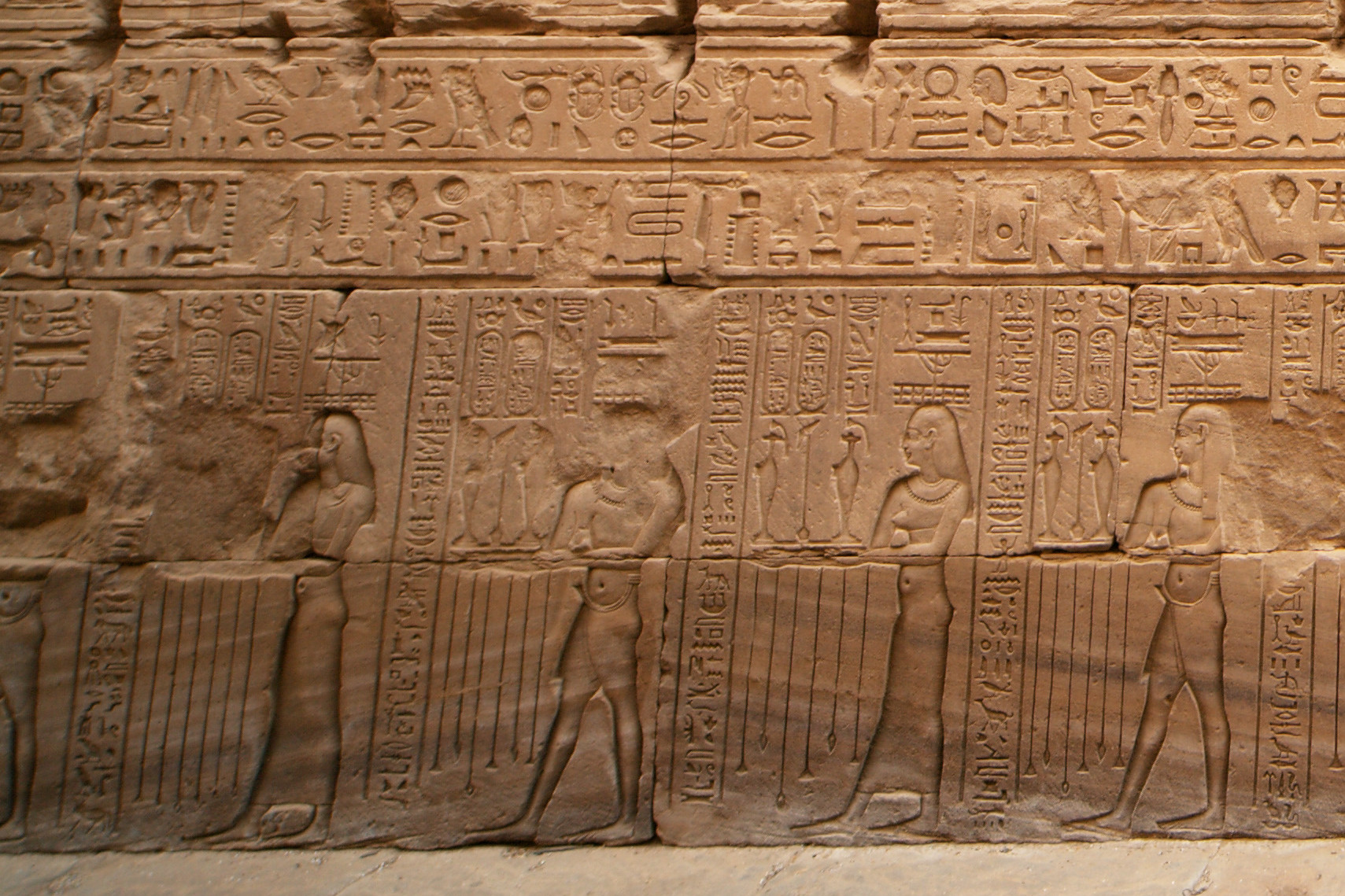
De tempel van Horus (Edfu), Ptolemaese tijd.

## Overzicht
Tijdens de Griekse en Romeinse tijd werden Egyptische plaatsen vaak aangeduid met een Griekse naam zoals Hierakonpolis oftewel heilige-valken-stad. Deze namen zijn later weer vertaald in het Koptisch en vervolgens in de moderne naam van de stad.
Sommige Egyptische steden hebben wel een Egyptische en een moderne naam, maar geen klassieke naam, dit zijn steden die verlaten zijn in de oudheid, maar nog aanwezig zijn als ruïne of archeologische site. Sommige Egyptische steden hebben een voorvoegsel Per of Hoet hier kan men concluderen dat in de stad een tempel stond van de godheid.

### Neder-Egypte
In Neder-Egypte begon de nomen in het centrum van Memphis tot naar de Middellandse Zee. De nummering (zie ook afbeelding) was versnipperd rondom de eilandjes. Ze worden globaal vanaf rechts geteld naar links in de Nijldelta.
| Nr. | Teken                               | Egyptische naam        | Griekse naam     | Moderne naam     | Goden                    |
| --- | ----------------------------------- | ---------------------- | ---------------- | ---------------- | ------------------------ |
| 1   | Ineb-Hedj Witte muren               | Men-nefer of Anch-Tawi | Memphis          | Mit Rahina       | Ptah, Sokaris en Apis    |
| 2   | Chepesj Voorpoot                    | Chem                   | Letopolis        | Ausim            | Horus en Cherty          |
| 3   | Imenet Westen                       | Imoe                   |                  | Kom el-Hisn      | Hathor                   |
| 4   | Sapi-Resj Zuidelijke schild         | Djechaper              | Naucratis        | El-Gaïef         | Neith                    |
| 5   | Sapi-meh Noordelijk schild          | Djaoe                  | Saïs             | Sa el-Hagar      | Neith                    |
| 6   | Chaset Bergstier                    | Chasoe                 | Xois             | Sakha            | Ra                       |
| 7   | Oea-imenet Westelijke harpoen       | Metelis                | Metilis          | Tell el-Nigili?  | Horus                    |
| 8   | Oea-iaabet Oostelijke harpoen       | Per-Atoem              | Pithom           | Tell el-Maskhuta | Atoem                    |
| 9   | Ati Andjeti                         | Djedoe                 | Busiris          | Abu Sir Bana     | Osiris, Andjeti          |
| 10  | Ka-chem Zwarte stier                | Hoetherib              | Athribis         | Tell Atrib       | Horus                    |
| 11  | Ka-heseb Heseb-stier                | Taremoe                | Leontopolis      | Tell el-Moqdam   | Sjoe, Tefnoet en Miysis  |
| 12  | Tjeb-ka Kalf en stier               | Tjebennetjer           | Sebennytos       | Samanud          | Onoeris                  |
| 13  | Heka-at Voorspoedende scepter       | Ioenoe                 | Heliopolis       | Matariya         | Atoem, Ioesaas en Mnevis |
| 14  | Chent-iaabet Voorste van het oosten | Tjaroe                 | Sile             | Tell Abu Safa    | Seth                     |
| 15  | Djehoet Ibis                        | Per-Thoth-Oeprehoei    | Hermopolis Parva | El-Baqliya       | Thoth                    |
| 16  | Cha Vis                             | Djedet                 | Mendes           | Tell el-Ruba     | Banebdjedet, Hatmehyt    |
| 17  | Semabehdet Troon                    | Semabehdet             | Diospolis Parva  | Tell el-Balamun  | Horus                    |
| 18  | Am-chent Prins van het zuiden       | Per-Bastet             | Bubastis         | Tell Basta       | Bastet                   |
| 19  | Am-Pehoe Prins van het noorden      | Djanet                 | Tanis            | San el-Hagar     | Wadjet                   |
| 20  | Sopdoe Gepluimde valk               | Per-Sobdoe             | Soped            | Saft el-Henna    | Sopdet                   |

### Opper-Egypte
Waar bij Neder-Egypte de grens ligt bij Memphis eindigt de Opper-Egyptische telling. Deze begint vanaf de grens met het voormalige Koesj, de vroegere grensmarkering van het land. De nomen gaan door naar Neder-Egypte langs El-Armarna naar de Faioum en eindigt bij het centrum van Memphis.
| Nr. | Teken                                | Egyptische naam    | Griekse naam              | Moderne naam       | Goden                                          |
| --- | ------------------------------------ | ------------------ | ------------------------- | ------------------ | ---------------------------------------------- |
| 1   | Ta-seti Land van de Boog             | Aboe               | Elephantine               | Aswan              | Chnoem, Satet, Anoeket, Horus de Oudere, Sobek |
| 2   | Oetjes-Hor Troon van Horus           | Djeba              | Apollinopolis Magna       | Edfu               | Horus                                          |
| 3   | Nechen Schrijn                       | Nechen             | Hierakonpolis             | El Kab             | Horus, Nechbet, Chnoem, Neith                  |
| 4   | Oeaset Scepter                       | Oeaset             | Thebe                     | Karnak             | Amon, Moet, Chons, Montoe, Buchis, Sobek       |
| 5   | Heroei De twee valken                | Gebtioe            | Koptos                    | Qift               | Min, Seth                                      |
| 6   | Iqer De krokodil                     | Ioenet/Tantere     | Tentyra                   | Dendera            | Hathor                                         |
| 7   | Sesjesj Sistrum                      | Hoet-sechem        | Diospolis Parva           | Hu                 | Bat                                            |
| 8   | Ta-Wer Groot land                    | Ta-wer             | Thinites                  | Girga              | Osiris, Chentiamentioe, Onuris                 |
| 9   | Min                                  | Chentmin           | Panopolis                 | Achmim             | Min                                            |
| 10  | Wadjet Cobra                         | Tjeboe             | Antaeopolis               | Qaw el-Kebir       | Seth, Miysis, Nemty                            |
| 11  | Set Seth                             | Sjasjotep          | Hypselis                  | Shutb              | Seth                                           |
| 12  | Du-ef- Berg van de adder             |                    |                           | Abutig             | Nemty                                          |
| 13  | Atef-chent Opper-vijgenboom en adder | Saoeti             | Lycopolis                 | Assioet            | Wepwawet, Anubis                               |
| 14  | Atef-pehoe Neder-vijgenboom en adder | Kes                | Cusae                     | el-Kusiya          | Hathor                                         |
| 15  | Oenet Haas                           | Chemenoe of Chmoen | Hermopolis Magna          | el-Ashmunein       | Thoth, Ogdoade van Hermopolis, Aton            |
| 16  | Meh-hedj Oryx                        | Heroer             |                           | Hur                | Pachet, Chnoem                                 |
| 17  | Inepoe Jakhals                       | Hardai             | Cynopolis                 | El-Kays            | Anubis                                         |
| 18  | Nemty                                | Tajoe-Djajet       | Ankyronpolis              | El-Hiba            | Nemty                                          |
| 19  | Oeab Twee scepters                   | Per-Medjed         | Oxyrhynchus               | El-Bahnasa         | Seth                                           |
| 20  | Atef-chent Zuidelijke vijgenboom     | Henen-nesoet       | Heracleopolis Magna       | Ehnasije el-Madine | Herisjef                                       |
| 21  | Atef-pehoe Noordelijke vijgenboom    | Sjedit             | Crocodilopolis of Arsinoë | El-Fajoem          | Chnoem, Sobek, Seneferoe                       |
| 22  | Maten Mes                            | Tephihoe           | Aphroditopolis            | Atfih              | Hathor                                         |